# Bundesstraße 469
De Bundesstraße 469 (afkorting: B 469) is een bundesstraße in de Duitse deelstaten Hessen en Beieren.
De weg begint bij Mainhausen en loopt via Stockstadt am Main, Obernburg am Main en Miltenberg naar Amorbach.
De weg is ongeveer 51 kilometer lang, waarvan 1 km in Hessen en ongeveer 50 km in Beieren.

## Routebeschrijving
De B469 begint bij de afrit Maimhausen aan de  A 45 en loopt zuidoostwaarts langs Stockstadt am Main-Mülldeponie, Kleinostheim en bereikt men  de afrit Stockstadt waar ze de A3 kruist en iets zuidelijker Stockstadt am Main passeert. Dan kruist de weg bij afrit Großostheim-Nord de B26 kruist. De weg loopt zuidwaarts langs Großostheim, Aschaffenburg, Niedernberg, Großwallstadt, Obernburg am Main, de afrit Obernburg am Main waar de B426 aansluit, Wörth en Klingenberg am Main. Dan passeert de weg het westen van de stad Miltenberg, waar ze zuidwaarts afbuigt en langs Laudenbach, Kleinheubach en Weilbach komt. De weg eindigt in het noorden van Amorbach op een kruising met de B47.

## Geschiedenis
De B469 is van oudsher een belangrijke weg, over de westoever van de Main door het noordwesten van Beieren. Het deel vanaf de A3 tot Obernburg is waarschijnlijk in de jaren 70 of 80 als vierbaans autoweg is uitgebouwd. In 1994 en 1995 opende de vierbaans rondweg van Wörth en Trennfurt. Op 23 augustus 2007 opende de ontbrekende schakel tussen Obernburg en Wörth voor het verkeer, waarmee de B469 voor het grootste deel als vierbaans autoweg is uitgevoerd. De B469 was oorspronkelijk gepland als de A687, maar om onduidelijke redenen is dit nummer nooit ingevoerd.

## Verkeersintensiteiten
In 2005 reden dagelijks 17.000 voertuigen tussen de A45 en A3, wat vervolgens piekt op 41.000 voertuigen ten zuiden van de A3. Dit daalt naar het zuiden geleidelijk, met 30.000 voertuigen bij Großwallstadt en 26.000 voertuigen in Obernburg. Bij Trennfurt rijden nog 18.000 voertuigen, dalend naar 11.000 voertuigen op het laatste stuk naar Amorbach.
B1 · B3 · B7 · B8 · B9 · B10 · B26 · B27 · B35 · B37 · B38 · B39 · B40 · B41 · B42 · B43 · B43a · B44 · B45 · B47 · B48 · B49 · B50 · B51 · B52 · B53 · B54 · B55 · B55a · B56 · B56n · B57 · B58 · B59 · B61 · B62 · B63 · B64 · B65 · B66 · B66n · B67 · B68 · B70 · B80 · B83 · B84 · B219 · B220 · B221 · B223 · B224 · B225 · B226 · B227 · B228 · B229 · B230 · B231 · B233 · B234 · B235 · B236 · B237 · B238 · B239 · B241 · B249 · B250 · B251 · B252 · B253 · B254 · B255 · B256 · B257 · B258 · B259 · B260 · B261 · B262 · B263 · B264 · B265 · B266 · B267 · B268 · B269 · B270 · B271 · B272 · B274 · B275 · B277a · B278 · B279 · B284 · B288 · B323 · B324 · B326 · B327 · B399 · B400 · B403 · B405 · B406 · B407 · B409 · B410 · B411 · B412 · B413 · B414 · B416 · B417 · B418 · B419 · B420 · B421 · B422 · B423 · B424 · B426 · B427 · B428 · B429 · B448 · B449 · B450 · B451 · B452 · B453 · B454 · B455 · B456 · B457 · B458 · B459 · B460 · B469 · B473 · B474 · B475 · B476 · B477 · B478 · B479 · B480 · B481 · B482 · B483 · B484 · B485 · B486 · B487 · B488 · B489 · B499 · B504 · B506 · B507 · B508 · B509 · B510 · B511 · B513 · B514 · B515 · B516 · B517 · B519 · B520 · B521 · B525 · B528 · B611
B2 · B2a · B2R · B3 · B4 · B4R · B8 · B10 · B11 · B12 · B13 · B13n · B14 · B15 · B15n · B16 · B17 · B18 · B19 · B20 · B21 · B22 · B23 · B25 · B26 · B26a · B27 · B28 · B28a · B29 · B30 · B31 · B31a · B32 · B33 · B33a · B34 · B35 · B36 · B37 · B38 · B38a · B39 · B44 · B45 · B47 · B85 · B89 · B131n · B173 · B276 · B278 · B279 · B285 · B286 · B287 · B289 · B290 · B291 · B292 · B293 · B294 · B295 · B296 · B297 · B298 · B299 · B300 · B301 · B302 · B303 · B304 · B305 · B306 · B307 · B308 · B309 · B310 · B311 · B312 · B313 · B314 · B315 · B316 · B317 · B318 · B319 · B340 · B378 · B388 · B415 · B425 · B426 · B462 · B463 · B464 · B465 · B466 · B467 · B468 · B469 · B470 · B471 · B472 · B491 · B492 · B500 · B505 · B512 · B523 · B532 · B533 · B535 · B588 · B999